# 渋沢ダム
渋沢ダム（しぶさわダム）は、長野県下高井郡山ノ内町と下水内郡栄村との境、信濃川水系中津川に建設されたダム。高さ20.7メートルの重力式コンクリートダムで、東京電力リニューアブルパワーの発電用ダムである。同社の水力発電所・切明（きりあけ）発電所へ送水し、最大2万キロワットの電力を発生する。

## 歴史
群馬県・野反湖に端を発し、長野県を経て新潟県へと流れる中津川の流域には、秘境・秋山郷があることで知られている。中津川を流れる水を利用した水力発電所の建設が大正時代に行われており、戦後間もなく水利権を継承した東京電力によって再開発されることになった。中津川の水源はダムでせき止められ、広大な人造湖・野反湖が誕生した。
切明発電所ならびに渋沢ダムの新設は、これと同時期に行われている。1953年（昭和28年）に着工、1955年（昭和30年）に完成した。渋沢ダムは野反湖の下流に位置し、平常流れる水のほか、水不足の際には野反湖の水が放流され、これを補給水として取り入れることもできる。水は発電所において最大2万キロワットの電力を発生したのち、放水路を通じて中津川第一発電所・高野山ダムへと送水されている。

## 周辺
秋山郷と呼ばれる地域の中で、切明は最奥に位置する集落である。川原を掘れば温泉がわき出るという切明温泉が有名である。秋山郷は古くから交通の便が悪く、それが独自の文化をはぐくんだものとされているが、発電所の建設を前にして工事を円滑に進めるべく、道路の整備がなされた。これにより大型車でも容易に通行できるようになり、現在の国道405号は観光道路として切明温泉まで自動車で訪れることができる。ただし、切明から渋沢ダムを経て野反湖までは依然として未整備のままである（点線国道）。また、豪雪により冬期は通行止めに陥る。

## 諸問題
東京電力は2006年（平成18年）12月20日および2007年（平成19年）1月10日のプレスリリースで、渋沢ダムにおける不正行為を明らかにした。1998年（平成10年）の通商産業省（現・経済産業省）報告の中で、ダム水位データが改竄されていた事実である。
渋沢ダムは洪水吐きとして、ゲート（水門）を1門設けている。洪水時にはこのゲートを開き、押し寄せる大量の水を通過させることでダムの安全を図っている。しかし、ダム周辺は毎年3メートルもの積雪を観測する豪雪地帯である。冬期は着雪・低温によりゲートが操作不能な状態に陥ることがあり、春の融雪出水を前に氷雪の除去作業が行われている。
1997年（平成9年）4月上旬の出水では、例によって洪水吐きゲートが開かず、水位が常時満水位（平常時におけるダム最高水位）を越えてダム天端から水があふれ出た。もともと渋沢ダムは洪水吐きゲートから放流しきれないほどの洪水に襲われることを想定し、ダム全体を越流させて放流することができるよう設計されている。水がダムの天端を越えて流れ出たこと自体は安全上問題ないが、洪水時でもないのに常時満水位を越えたことは問題であると考え、当該日（4月5日から11日までの毎日）のダム水位データを実際よりも低めに改竄し、この事実を隠そうとした。

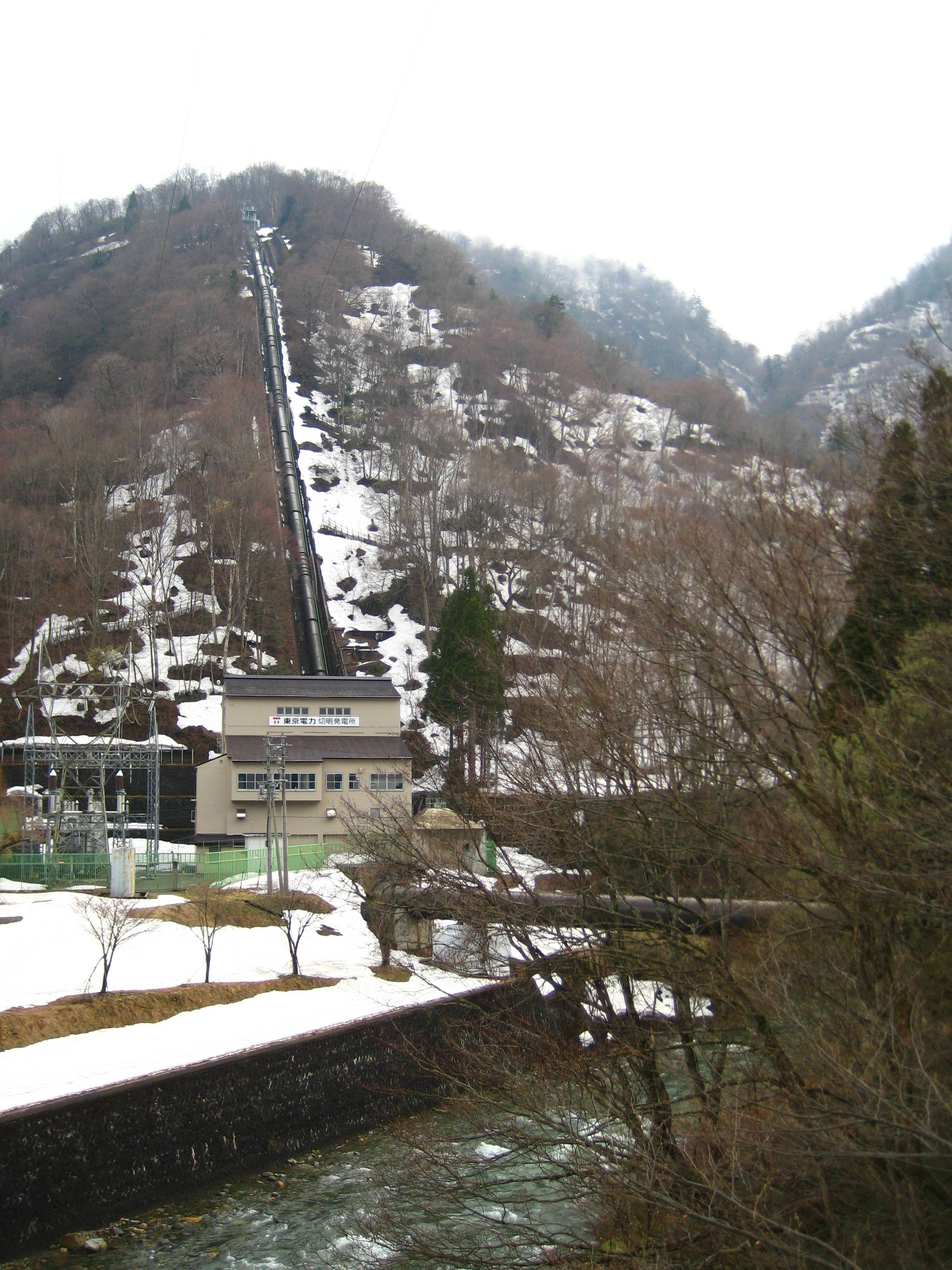
切明発電所